# The xx
The xx es una banda de indie pop del suroeste de Londres, Inglaterra, formada en 2005. Los tres  integrantes se conocieron en el Elliott School, centro que ha dado otros grupos como Hot Chip, Burial y Four Tet. En The Future 50 list de New Musical Express (NME) ocuparon el puesto 6 en 2009. Su álbum debut  xx fue editado el 17 de agosto de 2009 en el sello Young Turks Records. Aunque la banda trabajó con Diplo y Kwes, este trabajo fue producido por ellos mismos. El grupo ha estado de gira con The Big Pink y Micachu.

## Carrera musical

### 2005-09: Formación
Los miembros de la banda se conocieron mientras estudiaban en Elliott School, la misma escuela a la que asistieron Hot Chip, Burial, Four Tet, el actor Pierce Brosnan y el cantante Matt Monro. El grupo ha restado importancia a la influencia de la escuela en su carrera: "Un maestro de Elliott que ni siquiera nos había enseñado dijo lo geniales que éramos. Es un poco molesto. Nos dejaron solos, más que nada, aunque estoy seguro de que nos ayudó a su manera ". Oliver Sim y Romy Madley Croft comenzaron la banda como dúo cuando tenían 15 años. La guitarrista Baria Qureshi se unió una vez que comenzó a actuar en 2005, con Jamie Smith, también conocido como Jamie xx, uniéndose un año después. Smith, aunque era amigo de la escuela de Croft, Sim y Qureshi, se unió a la banda después de haber sido presentado formalmente por Young Turks.

### 2009-11:xxy marcha de Qureshi
Álbum debut de la banda inglesa, producido por ellos mismos y lanzado originalmente por Young Turks en el Reino Unido, el 17 de agosto de 2009 y el 20 de octubre en los Estados Unidos. Fue altamente clasificado en muchas de las listas de 2009, situándolo en el número uno en la lista elaborada por The Guardian, el segundo por NME y el tercero en las listas de Rolling Stone.

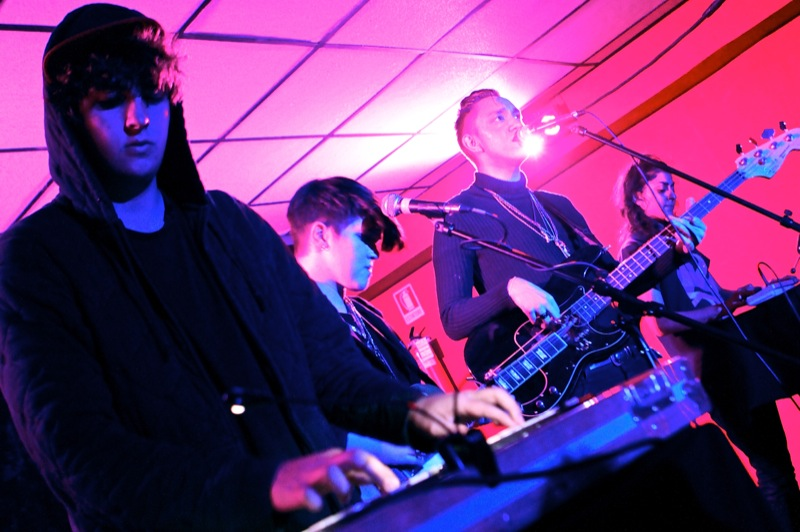
The XX en octubre de 2009

A finales del 2009, la segunda guitarrista y teclista del grupo, Baria Qureshi, dejó el proyecto. Algunas fuentes, aseguraban que se debía al agotamiento, sin embargo, Oliver Sim, confirmó más tarde en una entrevista, que el resto de la banda había tomado dicha decisión artística: "También para ser justos con ella, la gente tiene una idea de que ella dejó la banda. No lo hizo. Fue una decisión que tomamos Jamie, Romy y yo. Y tenía que suceder".
La música del álbum ha sido utilizada extensamente en televisión y en los medios de comunicación, tales como 24/7, Person of Interest en la cobertura de la NBC de los Juegos Olímpicos de invierno de 2010, durante la serie Cold Case, Suits, Mercy, la versión griega de Next Top Model, Bedlam, Hung, 90210, el Karl Lagerfeld Otoño/Invierno 2011 desfile de moda, Waterloo Road, en la campaña publicitaria del Nokia N9 y la película I Am Number Four.
En 2010, la banda ganó el Mercury Music Prize. A lo largo del año, la banda tocó en cinco de los festivales de América del Norte de música más populares, Coachella, Sasquatch, Bonnaroo, Lollapalooza y Austin City Limits. Además, la banda fue nominada a ‘Mejor Álbum Británico’, Mejor ‘Revelación Británica’, y ‘Mejor Banda Británica’ en los premios Brit de 2011 celebrados el 15 de febrero de 2011 en el O2 Arena de Londres, sin embargo, no ganó ninguna de las categorías.

### 2011-15:Coexisty otras colaboraciones
En diciembre de 2011, Smith reveló que quería lanzar su segundo LP por delante de sus apariciones en festivales de siguiente año y que se inspiraría en la música de club.
El 1 de junio de 2012, se anunció que el segundo álbum Coexist sería lanzado el 10 de septiembre. El 16 de julio de 2012, se anunció y lanzó "Angels" como el primer sencillo del álbum. 
El 3 de septiembre de 2012, en una colaboración con Internet Explorer, The xx lanzó el álbum completo Coexist para escuchar en su página web hasta el 11 de septiembre, la fecha de lanzamiento mundial del álbum.
The xx actuó en Bestiva el 9 de septiembre de 2012 frente a la mayor multitud vista alguna vez en el festival. El grupo prepara su primera gira por Estados Unidos que comenzará el 5 de octubre en Vacouver, Canadá, con fechas en los EE. UU. Buenos Aires y México. 
En 2013, The XX es nominado a los Brit Awards como mejor banda británica.
En el año 2013, destaca su participación en la banda sonora "The Great Gatsby: Music from Baz Luhrmann's Film" para la película The Great Gatsby (2013) dirigida por Baz Luhrmann, con el sencillo "Together".
En mayo de 2014, la banda reveló que estaban trabajando en su tercer álbum de estudio, trabajando con el productor Rodaidh McDonald en el estudio Marfa Recording Company en Texas. En noviembre de 2015, la banda declaró que continuaban trabajando en el nuevo disco  que se lanzaría en 2016.

### 2016-23:I See Youy proyectos en solitario
El 28 de noviembre de 2016 subieron a su canal en Youtube el sencillo de su tercer disco de estudio, "I see you", que vio la luz el 13 de enero de 2017. Este disco está editado por Young Turks e incluye diez canciones.
El 19 de noviembre de 2016, The xx apareció como invitado musical en Saturday Night Live. Interpretaron las canciones "On Hold" y "I Dare You". El 2 de enero de 2017, The xx lanzó su segundo sencillo "Say Something Loving".
En noviembre de 2016, se anunciaron las fechas de la gira por el Reino Unido y Europa para el nuevo álbum. El 25 de noviembre de 2016, la banda anunció una residencia extendida en la O2 Academy, Brixton, agregando cuatro días adicionales a su gira original y estableciendo el récord de la mayor cantidad de shows con entradas agotadas en la historia del lugar.
En 2020, Croft grabó coros en la canción "We Will Sin Together" del álbum debut en solitario de Jehnny Beth, To Love Is to Live, y lanzó su sencillo debut, "Lifetime". Sim lanzó su álbum debut, Hideous Bastard, el 9 de septiembre de 2022 a través de Young. Fue producido por Jamie xx.

### 2024:cuarto álbum de estudio
A principios de 2024, Romy, la vocalista de la banda confirmó en una entrevista para NME que ya estaban grabando en el estudio nuevos temas y que para finales del año se publicaría su cuarto álbum de estudio.

## Estilo e influencias
Los miembros de la banda han citado a varios artistas en sus influencias. Croft dijo: "Jamie empezó mucho en el soul y luego de ahí se trasladó a hip-hop y la dance-music en el Reino Unido.Trae algunas frecuencias mucho más bajas de bajo en la banda.Y entonces he crecido escuchando Siouxsie And The Banshees y the Cure, somos realmente un enorme crisol de diferentes cosas ". También mencionó su afición por Jimi Hendrix, The Slits, Joy Division, Yazoo, Eurythmics y New Order.

### Tecnologías usadas en los conciertos
La música de The XX se caracteriza por poseer una producción bastante minimalista, con arreglos espaciales, poco dinamismo y por la experimentación con la tensión y diversificación de ritmos dentro de las propias canciones.
Durante sus conciertos en vivo, encontramos la interpretación directa de acordes, ostinatos de teclado y motivos de desvanecimiento por parte del productor discográfico y compositor británico, Jamie XX. Al mismo tiempo, Oliver Smith, incorpora ritmos programados, e instrumentos de percusión en directo. Esta combinación de instrumentos en vivo y sonidos electrónicos coordinados durante el espectáculo crean la particular banda sonora de The XX.
La tecnología utilizada para la creación de su sonido consta de sintetizadores y otros equipos electrónicos, así como de la pregrabación de sonidos y sus respectivas modificaciones que son añadidas posteriormente en las pistas.
Esta manera de hacer música, surgida a principios del siglo veinte, se apoya en el uso de máquinas que permiten la creación de sonidos y elementos acústicos imposiblemente capaces de ser producidos humanamente.

## Miembros
Miembros actuales
- Romy Madley Croft – vocalista, guitarra (2005–presente)
- Oliver Sim – vocalista, bajo (2005–presente)
- Jamie xx – sintetizadores, batería, teclados, samplers, productor musical (2006–presente)

Antiguos miembros
- Baria Qureshi – teclados, guitarra (2005–2009)

Línea del tiempo

## Discografía

### Álbumes de estudio
- xx (2009)
- Coexist (2012)
- I See You (2017)

### Sencillos como artista principal
| Año                                                                            | Sencillo               | Posiciones | Posiciones | Posiciones | Posiciones | Posiciones | Posiciones | Posiciones | Posiciones | Posiciones | Certificaciones             |    |    |    |    |    |    |    |    |
| Año                                                                            | Sencillo               | AUS        | EUA        | ESP        | FR         | IRL        | MEX        | PB         | UK         | SUI        | Certificaciones             |    |    |    |    |    |    |    |    |
| xx                                                                             | xx                     | xx         | xx         | xx         | xx         | xx         | xx         | xx         | xx         | xx         | xx                          | xx | xx | xx | xx | xx | xx | xx | xx |
| ------------------------------------------------------------------------------ | ---------------------- | ---------- | ---------- | ---------- | ---------- | ---------- | ---------- | ---------- | ---------- | ---------- | --------------------------- | -- | -- | -- | -- | -- | -- | -- | -- |
| 2009                                                                           | «Crystalised»          | —          | —          | —          | —          | —          | —          | —          | 108        | —          | - : Plata - : Oro           |    |    |    |    |    |    |    |    |
| 2009                                                                           | «Basic Space»          | —          | —          | —          | —          | —          | —          | —          | —          | —          |                             |    |    |    |    |    |    |    |    |
| 2009                                                                           | «Islands»              | —          | —          | —          | 90         | —          | —          | 16         | 34         | —          | - : Plata                   |    |    |    |    |    |    |    |    |
| 2010                                                                           | «VCR»                  | —          | —          | —          | —          | —          | —          | —          | 132        | —          |                             |    |    |    |    |    |    |    |    |
| 2010                                                                           | «Intro»                | —          | —          | 50         | 96         | 62         | —          | —          | 129        | —          | - : Oro - : Platino - : Oro |    |    |    |    |    |    |    |    |
| Coexist                                                                        |                        |            |            |            |            |            |            |            |            |            |                             |    |    |    |    |    |    |    |    |
| 2012                                                                           | «Angels»               | 46         | —          | —          | 70         | 29         | —          | 102        | 43         | —          | - : Plata - : Oro           |    |    |    |    |    |    |    |    |
| 2012                                                                           | «Chained»              | —          | —          | —          | —          | —          | —          | 47         | —          | —          |                             |    |    |    |    |    |    |    |    |
| 2013                                                                           | «Sunset»               | —          | —          | —          | 75         | —          | —          | —          | —          | —          |                             |    |    |    |    |    |    |    |    |
| 2013                                                                           | «Fiction»              | —          | —          | —          | —          | —          | —          | —          | —          | —          |                             |    |    |    |    |    |    |    |    |
| I See You                                                                      |                        |            |            |            |            |            |            |            |            |            |                             |    |    |    |    |    |    |    |    |
| 2016                                                                           | «On Hold»              | 45         | —          | —          | 52         | 50         | 44         | 11         | 34         | 50         | - : Plata - : Oro - : Oro   |    |    |    |    |    |    |    |    |
| 2017                                                                           | «Say Something Loving» | —          | —          | —          | 130        | 70         | —          | —          | 60         | 77         |                             |    |    |    |    |    |    |    |    |
| 2017                                                                           | «I Dare You»           | —          | —          | —          | 142        | —          | —          | —          | 100        | —          |                             |    |    |    |    |    |    |    |    |
| 2017                                                                           | «Dangerous»            | —          | —          | —          | —          | 82         | 91         | —          | 75         | 91         |                             |    |    |    |    |    |    |    |    |
| «—» indica que el sencillo no fue lanzado o no se posicionó en ese territorio. |                        |            |            |            |            |            |            |            |            |            |                             |    |    |    |    |    |    |    |    |

## Giras
- The xx Tour (2009–2010)
- Coexist Tour (2012–2014)
- I See You Tour (2017–2018)

## Videos Musicales
| Título                   | Año  | Director(es)                  | Ref.   |
| ------------------------ | ---- | ----------------------------- | ------ |
| "Crystalised"            | 2009 | Alex Flick and Masato Riesser | [ 36 ] |
| "Basic Space"            | 2009 | Anthony Dickenson             | [ 37 ] |
| "VCR"                    | 2010 | Marcus Söderlund              | [ 38 ] |
| "Islands"                | 2010 | Saam Farahmand                | [ 39 ] |
| "Angels" (live in Tokyo) | 2012 | Jamie-James Medina            | [ 40 ] |
| "Chained"                | 2012 | Young Replicant               | [ 41 ] |
| "Fiction"                | 2013 | Young Replicant               | [ 42 ] |
| "On Hold"                | 2016 | Alasdair McLellan             | [ 43 ] |
| "Say Something Loving"   | 2017 | Alasdair McLellan             | [ 44 ] |
| "I Dare You"             | 2017 | Alasdair McLellan             | [ 45 ] |